# Lettera di Norberto Bobbio a Benito Mussolini

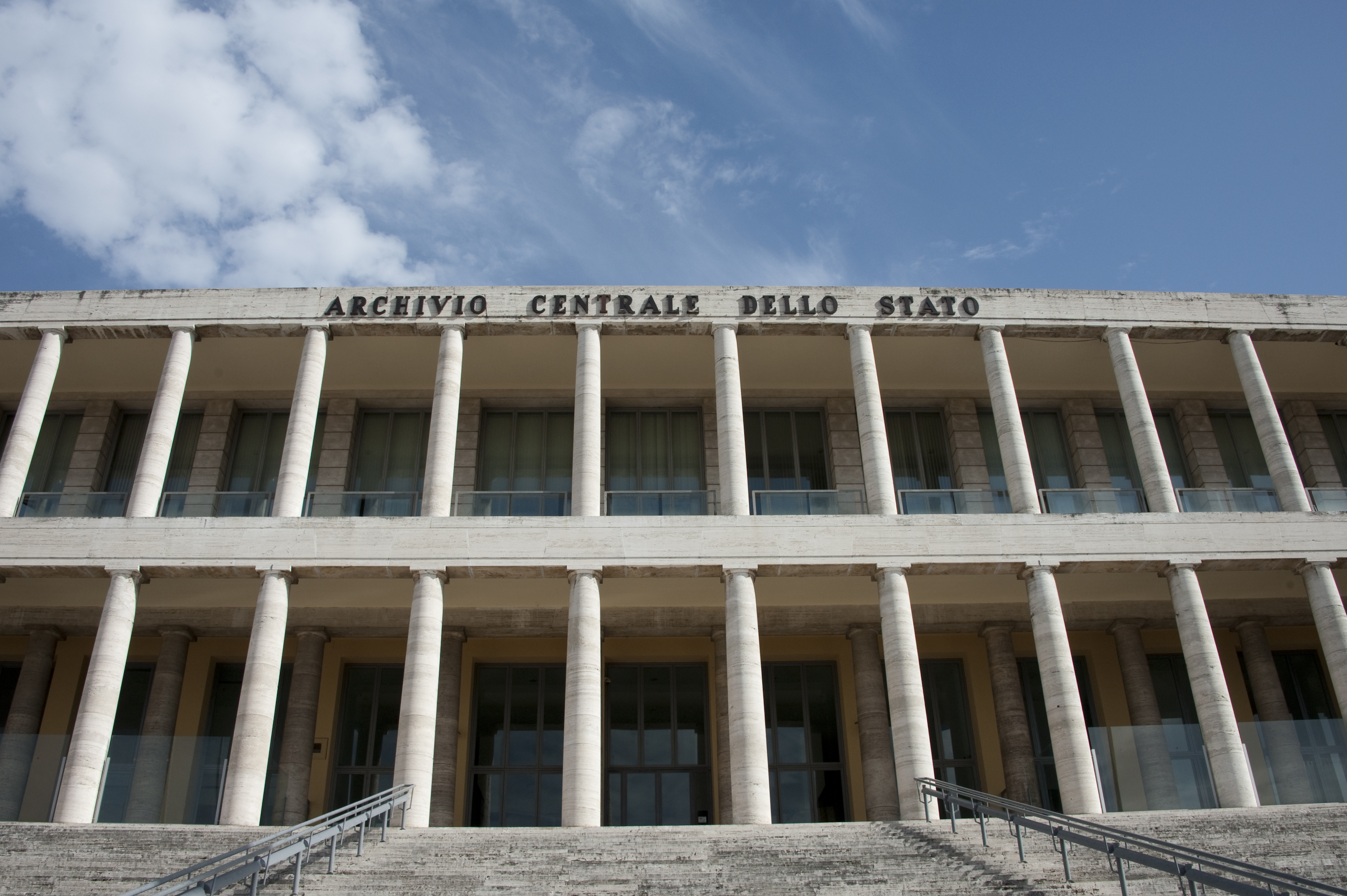
L'Archivio Centrale dello Stato, dove è conservata una copia della lettera

Nel giugno 1992 la rivista Panorama pubblicò una lettera che l'allora venticinquenne libero docente Norberto Bobbio aveva inviato nel 1935 a Benito Mussolini. La pubblicazione diede l'avvio a una polemica, protrattasi negli anni successivi, riguardante i rapporti tra il filosofo torinese e il regime fascista.

## Contesto
Bobbio fu arrestato il 15 maggio 1935 durante una retata avvenuta in seguito alla delazione di Dino Segre, che coinvolse alcuni degli esponenti principali dell'antifascismo torinese. Fra gli arrestati, oltre a Bobbio, vi furono Franco Antonicelli, Giulio Einaudi, Vittorio Foa, Michele Giua, Carlo Levi, Piero Martinetti, Massimo Mila, Augusto Monti, Cesare Pavese e Zino Zini. 
Bobbio rimase in carcere una settimana in attesa di essere interrogato, e fu scarcerato subito dopo l'interrogatorio. L'8 luglio 1935, Bobbio ricevette una lettera con cui lo si informava di essere oggetto di una procedura di «ammonizione», con l'accusa di aver svolto attività antifasciste assieme ad esponenti del gruppo Giustizia e Libertà, e gli si intimava di presentarsi di lì a pochi giorni in Prefettura per «presentare le [sue] discolpe». Lo stesso giorno Bobbio scrisse a Mussolini chiedendo a quest'ultimo di sollevarlo dal peso di un'accusa «ingiustificata».

## Il testo della lettera
Questo il testo della lettera di Bobbio a Mussolini:
Eccellenza!

Vostra Eccellenza vorrà perdonarmi se oso rivolgermi direttamente a Lei, ma la cosa che mi riguarda è di tale e così grande importanza che non credo vi sia altro mezzo più adatto e più sicuro per venire ad una soluzione.
Io, Norberto Bobbio di Luigi, nato a Torino nel 1909, laureato in legge e in filosofia, sono attualmente libero docente in Filosofia del Diritto in questa R. Università; sono iscritto al P.N.F. e al Guf dal 1928, da quando cioè entrai all’Università, e fui iscritto all’Avanguardia Giovanile nel 1927, da quando cioè fu istituito il primo nucleo di Avanguardisti nel R. Liceo d’Azeglio per incarico affidato al compagno Barattieri di San Pietro e a me; per un’infermità infantile, che mi ha lasciato l’anchilosi della spalla sinistra, sono stato riformato alla visita militare e non ho mai potuto iscrivermi alla Milizia; sono cresciuto in un ambiente familiare patriottico e fascista (mio padre, chirurgo primario all’Ospedale S. Giovanni di questa città, è iscritto al P.N.F. dal 1923, uno dei miei due zii paterni è Generale di Corpo d’Armata a Verona, l’altro è Generale di Brigata alla Scuola di Guerra); durante gli anni universitari ho partecipato attivamente alla vita e alle opere del Guf di Torino con riviste Goliardiche, numeri unici e viaggi studenteschi, sì da essere stato incaricato di tenere discorsi commemorativi della Marcia su Roma e della Vittoria agli studenti delle scuole medie; infine in questi ultimi anni, dopo aver conseguito la laurea in legge e in filosofia, mi sono dedicato totalmente agli studi di filosofia del diritto, pubblicando articoli e memorie che mi valsero la libera docenza, studi da cui trassi i fondamenti teorici per la fermezza delle mie opinioni politiche e per la maturità delle mie convinzioni fasciste.

Il 15 maggio di quest’anno sono stato perquisito dalla polizia politica (perquisizione che fu anche estesa a mio padre e a mia madre) e per quanto la perquisizione non abbia trovato nulla di importante fui arrestato e tenuto in prigione per sette giorni in attesa di un interrogatorio; dopo un interrogatorio di pochi minuti, di cui si è steso verbale, fui subito rilasciato. Tutto questo avvenne senza che mi si dicesse mai quali erano i motivi che avevano condotto a questi provvedimenti a mio carico, dal momento che nell’interrogatorio non mi furono opposte specifiche accuse, ma mi furono semplicemente chieste informazioni sulla conoscenza che risultava io avessi di persone non fasciste, domanda a cui io risposi, com’è scritto nel verbale, che «essendo miei compagni di scuola o miei coetanei, non potevo fare a meno di conoscerli», e mi fu quindi chiesta la ragione per cui avevo collaborato alla rivista «La Cultura», fatto di cui ho dato giustificazione in una lettera del 27 di giugno, richiestami da S. E. Starace, attraverso la Federazione di Torino.

Avevo legittime ragioni per credere che la questione incresciosa fosse risolta, quando oggi ricevo intimazione di presentarmi il giorno 12 corrente davanti alla Commissione provinciale della Prefettura per presentare le mie discolpe, «esaminata la denuncia di ammonizione […] visti gli atti relativi da cui risulta che con la sua attività svolta in unione a persone deferite di recente al Tribunale Speciale per appartenenza alla setta ‘giustizia e libertà’, si è reso pericoloso agli ordinamenti giuridici dello Stato».

Ignoro quali siano gli atti da cui possa risultare tutto questo complesso di accuse, dal momento che risultarono negative a mio riguardo sia la perquisizione, sia l’interrogatorio; né posso credere che possa costituire valido argomento di accusa la perquisizione fattami di una fotografia del dott. Leone Ginzburg in data 1928 (quando entrambi avevamo 19 anni, nel periodo in cui eravamo compagni di scuola); né tanto meno la collaborazione da me prestata (collaborazione che si riduce ad una recensione pubblicata nel numero di marzo di quest’anno) alla rivista «La Cultura», che è una delle più antiche e note riviste letterarie italiane, dal momento che questa collaborazione non poteva celare per evidenti motivi, né da parte mia né da parte di coloro che mi invitavano a collaborare, nessun sottinteso politico, ma dimostrava semplicemente in me il desiderio di cooperare modestamente ed onestamente ad un’attività culturale pubblicamente apprezzata e controllata.

Dichiaro in perfetta buona fede che l’accusa su riferita, che non è soltanto nuova ed inaspettata ma anche ingiustificata, date le risultanze della perquisizione e dell’interrogatorio, mi addolora profondamente e offende intimamente la mia coscienza fascista, di cui può costituire valida testimonianza l’opinione delle persone che mi hanno conosciuto e mi frequentano, degli amici del Guf e della Federazione.

Rinnovo le mie scuse a Vostra Eccellenza se ho presunto di voler fare giungere sino a Lei le mie parole, ma mi ha spinto la certezza che Ella nel Suo elevato senso di giustizia voglia fare allontanare da me il peso di un’accusa, a cui la mia attività di cittadino e di studioso non può aver dato fondamento e che contrasta con quel giuramento che io ho prestato con perfetta lealtà.
Le esprimo il sentimento della mia devozione.

Norberto Bobbio

Torino, via Sacchi 66»
(Copia conservata all’ACS, Ministero Interno, Direzione generale di P.S., Divisione AA.GG.RR., sez. 1, Confino, registrata il 18 luglio 1935, protocollo n. 710-11647, col titolo «Esposto di Norberto Bobbio a S. E. il capo del Governo».)

## Il dibattito successivo alla pubblicazione

### Interventi di Bobbio
La lettera, pubblicata su Panorama del 21 giugno 1992 (ma la pubblicazione era stata preceduta da anticipazioni che la rivista aveva inviato ai giornali quotidiani), fu accompagnata da un'intervista a Bobbio a cura di Giorgio Fabre, nella quale Bobbio dichiarò fra l'altro: «Chi ha vissuto l'esperienza dello Stato di dittatura sa che è uno Stato diverso da tutti gli altri. E anche questa mia lettera, che adesso mi pare vergognosa, lo dimostra. [...] La dittatura corrompe l'animo delle persone. Costringe all'ipocrisia, alla menzogna, al servilismo. E questa è una lettera servile. [...] Per salvarsi, in uno Stato di dittatura, occorrono delle anime forti, generose e coraggiose, e io riconosco che allora con questa lettera non lo sono stato».
In un'intervista a la Repubblica del 16 giugno 1992, l'ormai anziano filosofo dichiarò di essere profondamente pentito per quella lettera al duce, il cui testo definì «orrendo», e aggiunse che egli non riteneva che tale «pentimento bast[asse] ad annullare la colpa». Bobbio spiegò che, all'epoca della lettera, l'accusa di attività antifascista gli parve «una deformazione della verità» e lo indusse «ad esagerare i [suoi] trascorsi nel Guf». Concluse Bobbio: «Io non giustifico niente. Si tratta di un atto solo mio, e me ne vergogno. Esso dimostra, semmai, che un regime di polizia, qual era il fascismo, non somiglia in niente a uno Stato democratico, sia pure sgangherato, qual è oggi il nostro. Non esistevano, a quel tempo, istanze intermedie fra il Capo e il cittadino. Chi cercava giustizia, doveva rivolgersi al vertice. È come se ora un italiano, per sottrarsi a una montatura giudiziaria, dovesse prendere penna e carta e invocare l'intervento del Quirinale...».
Bobbio confermò il proprio giudizio severo verso se stesso in una lettera diretta a Danilo Zolo in data 7 luglio 1992 e pubblicata postuma. Scrive Bobbio: «...quella storia l'avevo in parte raccontata, salvo la maledetta lettera, che avevo completamente rimossa... nessuno l'aveva mai notata (anche perché la "Nuova Antologia" non è "Panorama")». Bobbio ricorda che in quegli anni la dittatura fascista era durissima con gli oppositori e che lo stesso Foa si era preso otto anni di carcere per aver semplicemente distribuito dei manifestini. Il filosofo afferma che ormai nel 1935 egli non si considerava più fascista ma (e questo, sostiene Bobbio, è molto difficile farlo capire ai giovani d'oggi) «...occorreva fare dei compromessi per sopravvivere, per non dover rinunciare al proprio lavoro, o andare a finire in prigione o al confino».
Il politologo torinese aggiunge che tanti come lui avevano fatto quei compromessi col regime fascista «ma i miei, per quello che è avvenuto dopo, appaiono naturalmente più gravi... Non voglio aver l'aria di mendicare giustificazioni. Ci sono stati pur coloro che non hanno fatto compromessi». Bobbio quindi non si autoassolve. Anzi, egli cercò in ogni modo di «...impedire o almeno frenare i miei difensori» che gli esprimevano la loro solidarietà quando l'articolo di Panorama pubblicò la sua lettera. Visto inutile ogni tentativo, afferma Bobbio, «...mi sono deciso all'ultimo momento a scrivere quel breve articolo su La Stampa, in cui mi prendevo tutte le responsabilità».

### Altri interventi
Il numero della Repubblica del 16 giugno 1992 ospitò vari interventi di storici e intellettuali a commento della pubblicazione della lettera di Bobbio.
Eugenio Garin giustifica la lettera, definendola «di tono molto giovanile» e osservando che, a quell'epoca, specie «fra i giovani [...] chi aveva scelto di restare in Italia, doveva accettare tutte le conseguenze di questa scelta. Anche se nell'intimo era contrario al regime, anche se partecipava in forme clandestine a dei tentativi di abbatterlo, doveva tenere un comportamento esteriore che gli consentisse di continuare ad esercitare la propria attività. [...] Era il tentativo di legittima difesa, l'unico margine che ti lasciava un'impresa irta di difficoltà quotidiane, com'è quella di vivere sotto una dittatura. Se non hai optato per l'esilio, devi operare in una situazione obiettivamente ambigua. Devi mentire, metterti la maschera». Garin critica duramente l'iniziativa di Panorama di pubblicare la lettera. «Iniziative di questo tipo mi fanno un'impressione penosa. La stessa che provo quando leggo che, secondo i neonazisti, l'Olocausto non c'è stato e i campi di sterminio sono una pura invenzione. Si tratta di operazioni che in qualche modo sono parenti, e che consistono nel chiudere gli occhi di fronte alla storia. Nel nostro caso, nel negare che in Italia ci sia stata, a quel tempo, una dittatura, con tutte le sue dure e strane leggi».
Per Gaetano Arfé, la pubblicazione della lettera «non in un saggio biografico ma a scopo sensazionalistico offende l'etica dello storico. Un episodio di debolezza verso il regime non appanna in alcun modo una biografia improntata a valori di moralità. Mi chiedo: che senso ha ricordare oggi un cedimento di Bobbio? Non mi sembra operazione lodevole, e s'inquadra nel tentativo di livellare tutti su uno stesso piano, smarrendo quelle distinzioni che è invece bene non smarrire».
Luciano Canfora, dopo aver posto l'accento sul concetto che la dittatura corrompe, delinea il dilemma etico in cui si trovarono alcuni intellettuali antifascisti, posti di fronte alla scelta fra accettare dei compromessi con il regime pur di «conquistare una cattedra universitaria», oppure rinunciare alla cattedra lasciando però in questo modo più spazio ai professori fascisti.
Giovanni De Luna afferma che la lettera pubblicata su Panorama in realtà non rivela alcunché: infatti - sostiene De Luna - Bobbio aveva già parlato dei suoi rapporti col regime fascista in una intervista pubblicata pochi anni prima sul periodico Nuova Antologia. De Luna cita alcuni passi di tale intervista, in cui Bobbio tra l'altro affermava «di non aver mai sentito come una contraddizione l'aver conservato la tessera, pur non essendo mai stato in coscienza un fascista», e di aver praticato assieme ad altri «quel comportamento che veniva chiamato nicodemismo, per cui avere la tessera era un obbligo esterno, non in coscienza». In un altro intervento, uscito lo stesso giorno su l'Unità, De Luna suggerisce che la pubblicazione della lettera di Bobbio possa essere letta «all'interno di un disegno politico che punta a delegittimare la prima Repubblica nel suo DNA costitutivo, ereditato dall'antifascismo».
Vittorio Foa, dopo essersi detto «disgustato» dalla pubblicazione della lettera, asserisce di vedere in essa «soltanto un rito procedurale per evitare l'ammonizione, provvedimento che avrebbe implicato una grave limitazione alla sua [di Bobbio] libertà di lavoro e di movimento». In una lunga intervista pubblicata su La Stampa del 16 giugno 1992, Foa espone in forma più ampia la sua opinione sull'episodio, sostenendo fra l'altro che la lettera di Bobbio «è, da ogni punto di vista, politico o morale, assolutamente irrilevante. L'ammonizione era una violenza nei suoi confronti, era una misura amministrativa che poneva limiti alla libertà personale e alla capacità di viaggiare e lavorare. Era una violenza dalla quale Bobbio aveva il diritto di difendersi: io mi sento di parlare di legittima difesa. [...] Questa lettera va letta come un ricorso nei confronti di un provvedimento amministrativo». Foa critica duramente l'iniziativa di Panorama definendola «una forma di denigrazione nei confronti di un uomo la cui vita, tutta la vita, merita ammirazione e rispetto. È un'aggressione, una violenza che ci offende».
Nicola Tranfaglia sottolinea la carenza di contestualizzazione storica che rende, a suo dire, censurabile dal punto di vista storiografico l'operazione del settimanale Panorama. «Nessuno di noi, e tanto meno chi si occupa della tormentata storia del fascismo e dell'antifascismo, ritiene che certi documenti debbano restare segreti o non pubblicati. Al contrario io penso che la verità si serve ricostruendo con tutti i documenti disponibili che cosa e come avvenne. Ma perché questo accada e il lettore possa rendersi conto davvero di quello che è stato il passato, bisognerebbe che anche i giornalisti che frequentano, a volte magari di sfuggita o con un po' di superficialità, gli archivi non si prestassero a pubblicarli isolati dal loro contesto, come se fossero un unicum quando sono invece parte di un mosaico complesso che va ricostruito e interpretato, e al servizio di un'attualità politica che dà ad essi un senso tutto particolare e sembra proiettare le ombre di una lotta politica in corso, aspra e spietata, su un periodo ormai concluso e, vorrei dire, per fortuna superato».
La Stampa del 16 giugno 1992 propose una serie di interviste circa l'opportunità dell'iniziativa di Panorama di pubblicare la lettera. Oltre alla testimonianza dell'allora direttore del settimanale, Andrea Monti, si espressero in senso favorevole alla pubblicazione Giulio Anselmi, Lucio Colletti, Vittorio Feltri e Vittorio Messori, mentre varie critiche all'iniziativa furono espresse da Corrado Augias, Andrea Barbato, Giorgio Bocca, Giampaolo Pansa e Gianni Vattimo. Lo storico Furio Diaz, dichiarando di non voler giudicare l'operazione editoriale di Panorama, vide nella lettera di Bobbio una «conferma delle atrocità dei tempi e del male che possono fare ad anime integerrime».
In un intervento uscito su il manifesto del 17 giugno, Marco Revelli osserva come la pubblicazione della lettera di Bobbio denoti una concezione dell'uso pubblico della storia caratterizzata dalla «abolizione dello scarto fra passato e presente». Secondo Revelli, in questa concezione «l'organicità del passato viene scomposta, ridotta a singoli "reperti" suscettibili di consumo da parte di un pubblico vorace ma distratto: schegge di storia possono in ogni momento balzar fuori da un fondo d'archivio». Questo «uso scandalistico della storia», continua Revelli, ha il suo aspetto più inquietante nella «abolizione di ogni differenza fra sfera pubblica e sfera privata. L'attribuzione senza mediazioni di rilievo pubblico anche agli atti più intimi, quelli più direttamente legati alla sfera interiore delle persone».

## La polemica tra Bobbio e Veneziani del 1995
Nel 1995 Marcello Veneziani pubblicò il saggio Sinistra e destra: risposta a Norberto Bobbio, in esplicita polemica col libro del filosofo torinese Destra e sinistra, uscito l'anno precedente. In questo saggio il giornalista pugliese, accusando Bobbio di compromissioni col regime, citò «alcune lettere sconvenienti: come quella del quadrumviro De Bono che raccomandava nel '38 Bobbio al Duce per la cattedra di filosofia del diritto. O come quella dello stesso Bobbio che per ottenere riconoscimenti accademici sottolineava i suoi meriti di fascista. O come quella del ministro della Rsi, Biggini, che in piena Repubblica sociale e in piena guerra partigiana raccomandava ancora Bobbio a Mussolini nel febbraio del '45 per ottenere la cattedra a Torino. Senza dire della sua iscrizione ai Guf e al Pnf, o del suo giuramento di fedeltà al regime nel '39, dopo le odiose leggi razziali».
Veneziani affermò fra l'altro che se «un antifascista come Bobbio ha potuto far carriera sotto il fascismo, allora vuol dire che non è stato quel regime totalitario e liberticida che lo stesso Bobbio ha descritto; oppure che Bobbio era allineato con il regime, benché risultasse nel movimento Giustizia e Libertà». A tali accuse Bobbio rispose con una lettera a Marcello Veneziani che, assieme alla controreplica di Veneziani, fu pubblicata sul Corriere della Sera del 13 agosto 1995.
Nella sua risposta, Bobbio asserisce che le accuse di Veneziani, «inserite in quel contesto, hanno un puro scopo denigratorio». Bobbio non fa menzione della propria lettera a Mussolini del luglio 1935; circa la “raccomandazione” di De Bono, Bobbio afferma: «la verità è che il regime la cattedra non me l'ha data, come lei insinua. Al contrario, voleva togliermela. [...] Era chiaro che la causa dell'esclusione era politica, e quindi era un sopruso. Perché avrei dovuto subirlo? Ricorsi ai mezzi di cui soltanto ci si può servire in uno Stato non di diritto: il ricorso al capo. La storia è nota: avevo uno zio generale che ne parlò a De Bono e questi ne parlò a Mussolini. Le dico di più. Volendo tentare tutte le vie possibili, il mio maestro Solari scrisse a Gentile, di cui era molto amico, perché intervenisse. Non molto tempo fa è saltata fuori dall'Archivio della Fondazione Gentile una mia lettera in cui io ringrazio il filosofo del suo interessamento, di cui peraltro, aggiungevo, non c'era più bisogno perché la faccenda era già stata risolta favorevolmente». Circa la presunta lettera di raccomandazione di Biggini, Bobbio nega l'esattezza della ricostruzione di Veneziani e afferma che si trattò invece di una lettera di Gioele Solari a Biggini, con la quale Solari  - senza il consenso di Bobbio - lo indicava quale suo successore nella cattedra di filosofia del diritto all'Università di Torino.
Riferendosi agli episodi che lo videro direttamente coinvolto Bobbio, sempre rivolgendosi a Veneziani, scrive: «Sembra che lei non si renda conto che deplorare gli stratagemmi con cui in regime di dittatura ci si difende dalla prepotenza significa mettersi dal punto di vista del dittatore. Il quale ha per definizione sempre ragione. Ci si mette dal punto di vista del dittatore quando non si pronuncia una sola parola per condannare l'imposizione arbitraria, ma si levano alte grida per denunciare chi cerca di cavarsela con i soli mezzi che la dittatura concede. L'esempio classico di questo punto di vista del dittatore che ha sempre ragione [...] è il giudizio scandalizzato sui professori che, salvo pochissimi, hanno giurato. Mi domando, e domando anche a lei: che cosa è più scandaloso, un giuramento contro coscienza, ma coatto, oppure il fatto vergognoso che un ministro dell'Educazione nazionale, il filosofo Gentile, beneamato da lei e dal Suo maestro Del Noce, abbia imposto ai suoi colleghi il giuramento di fedeltà a un regime che aveva conquistato il potere con la forza [...]?»
Nella sua controreplica, Veneziani scrisse di aver «ritenuto opportuno» richiamare le vicende biografiche di Bobbio in quanto quest'ultimo era, a parere dello stesso Veneziani, «il più autorevole rappresentante di quella cultura che ha decretato l'ostracismo non solo verso i neofascisti, ma anche verso coloro che avevano un diverso giudizio sul fascismo e sull'antifascismo. [...] Ora, quando sono emerse quelle tracce di "contaminazione" con il fascismo da Lei onestamente riconosciuto (anche se sarebbe stato meglio se non avesse atteso che fossero stati altri ad accorgersene), ho avuto l'impulso a rimettere sul piatto della bilancia quelle vicende per dire: vedete, sul tema fascismo antifascismo sono stati emarginati molti che col fascismo non ebbero nulla a che spartire. E invece, un riferimento autorevole di questo tribunale antifascista permanente, come lei, col fascismo scese a patti».

## L'intervista a Bobbio del 1999
Nel 1999 Bobbio decise nuovamente di raccontare la propria versione riguardo alla sua adesione al fascismo, in un'intervista rilasciata a Pietrangelo Buttafuoco e pubblicata su Il Foglio del 12 novembre 1999: «Ero, come posso dirlo? Come posso dirlo senza mascherarmi nell'indulgenza con me stesso? Ero immerso nella doppiezza, perché era comodo fare così. Fare il fascista tra i fascisti e l'antifascista con gli antifascisti. Oppure, e lo dico per dare un'interpretazione più benevola, era solo uno sdoppiamento quasi consapevole tra il mondo quotidiano della mia famiglia fascista e il mondo culturale antifascista. Uno sdoppiamento tra il me politico e il me culturale».
Anche questa intervista di Bobbio suscitò reazioni e polemiche. Il giorno dopo la sua pubblicazione, La Stampa pubblicò, l'uno a fianco all'altro, sotto il titolo Bobbio e il fascismo: è giusto vergognarsi?, due interventi degli storici Massimo L. Salvadori e Giovanni De Luna.
Salvadori scrisse che «Bobbio non è stato all'altezza di quei suoi amici che hanno avuto la giovinezza spezzata dal fascismo. Egli lo ha sempre saputo. E per questo li ha celebrati, sapendo che essi erano anche la misura delle debolezze di quanti non erano stati al pari di loro. Bobbio non è stato Gobetti o Ginzburg. È stato un giovane studioso che ha vissuto e pagato il prezzo delle contraddizioni e delle ambiguità che il fascismo generava, obbligando alla dura scelta tra il conformarsi e il ribellarsi apertamente, ma che ad un certo punto si è anche lui sollevato. La sua vocazione era quella degli studi e, nel perseguirli [...], non si è in nessun momento piegato alla cultura di regime. E per questa via è andato avanti sino a fare di sé il maestro che ammiriamo».
De Luna, dopo aver ricordato che «da almeno dieci anni [...] Bobbio torna con assiduità sui suoi trascorsi fascisti», cosicché molte delle cose dette nell'intervista a Buttafuoco erano in realtà già note, osserva che tuttavia l'intervista riveste il significato di «un'appassionata testimonianza a futura memoria». Prosegue De Luna: «Solo il fascismo in Italia ha operato consapevolmente e lucidamente quella corruzione delle coscienze che induce gli individui a vergognarsi delle proprie scelte, a ragionare esclusivamente in termini di abiure e di confessioni. [...] Fu questo il grande scandalo dell'Italia del dopoguerra: la vergogna collettiva si trasformò in rimozione collettiva e il fascismo fu archiviato e rinchiuso in una gigantesca parentesi. Rifiutando di fare i conti fino in fondo con quell'esperienza, con i suoi contorni morali e esistenziali oltre che con quelli politici, l'Italia si consegnò ai percorsi obbligati di una continuità che si rispecchia anche nella situazione attuale. Oggi Bobbio ha il coraggio di rispolverare una parola desueta; nella sua testimonianza, la vergogna cessa di essere soltanto la premessa del disimpegno e dell'inganno per indicare la strada di un indissolubile intreccio tra integrità morale e democrazia».
Gad Lerner, in un lungo intervento pubblicato su la Repubblica del 13 novembre 1999, scrisse che nell'intervista di Buttafuoco «l'intimo disagio di Bobbio diviene il tramite di un'operazione ideologica mirata a correggere il giudizio storico del Bobbio medesimo sul fascismo». In aperta polemica con Lerner, Giovanni Belardelli scrisse che riconoscere che il fascismo fu «un regime cui poterono aderire milioni d'italiani e italiane dei più diversi ceti sociali e di tutte le età» non significa «annullare il giudizio di condanna, storica e morale» di tale regime, bensì «dovrebbe servire come un invito a lasciarci definitivamente alle spalle l'interpretazione» secondo la quale «il fascismo sarebbe stato una sorta di male assoluto, sicché qualunque persona dabbene doveva dimostrare dopo il 1945 di non aver avuto nulla, ma proprio nulla, a che spartire con esso».
Fortemente critico con l'articolo di Lerner è anche Giuliano Ferrara, che definisce l'intervista a Bobbio «una straordinaria conversazione, non priva di ironia, tra "giovani fascisti" attraverso le generazioni passate sotto i ponti della storia». Giancarlo Bosetti ritiene che il principale significato dell'intervista al Foglio risieda nella «"diplomazia" bobbiana del dialogo, quella stessa che lo aveva spinto ad accettare, qualche anno fa un confronto con Renzo De Felice, che era diventato un libro Italiani amici-nemici».
Indro Montanelli, in un'intervista televisiva di poco successiva all'uscita dell'articolo di Buttafuoco, dichiara che Bobbio «con un'onestà assoluta, si è presentato come uno dei tanti giovani italiani - io sono della stessa generazione - che si trovarono coinvolti involontariamente nel regime fascista. Noi non ne siamo i responsabili. Si conviveva con il fascismo in vari modi, il modo di Bobbio era largamente diffuso. [...] È vero, non ha nemmeno militato come antifascista, ma lui non è un militante politico, è un militante studioso. La politica era un impegno secondario».
Vittorio Feltri dedica alla vicenda un editoriale su Il Giorno, dove scrive che Bobbio «con semplicità e onestà ha posto le premesse per un'effettiva conciliazione degli italiani. Ha fatto cioè quanto nessuno prima di lui aveva avuto il coraggio e l'intelligenza di fare: ha detto la verità», mentre Marcello Veneziani su Il Giornale scrive che «Norberto Bobbio esce a testa alta da questa confessione dolorosa e il suo prestigio di studioso resta inviolato. Quel che crolla è il feticcio, la mitologia bobbiesca su cui sciami di professorini e giornalisti hanno per troppo tempo svolazzato».
Il 14 novembre 1999 la Repubblica pubblicò un'intervista ad Alessandro Galante Garrone sui rapporti giovanili di Bobbio col regime fascista. Alla domanda se Bobbio non avesse dimostrato «lo stesso coraggio e la stessa determinazione antifascista di alcuni dei suoi migliori amici», Galante Garrone risponde: «Guardi, l'ho già spiegato tante altre volte, anche quando saltò fuori quella sua lettera spedita a Mussolini. Quello era il suo carattere: uno schivo, molto più riservato di tutti noi, uno che puntava tutto sulla serietà, sul rigore dello studio, sull'impegno morale». Richiesto di una valutazione sul fatto che Bobbio dopo la laurea scelse la carriera accademica (la quale presupponeva l'iscrizione al partito fascista), Galante Garrone risponde: «Vede, anche questo fa parte del suo modo di essere. Anzi, ne discende con esattezza. Per lui lo studio, l'impegno universitario, il riflettere sulla filosofia del diritto e della politica, erano fondamentali [...]. Era un non militante, un non combattivo: le sue idee, però, sono quelle che ho sempre conosciuto e condiviso. E anche lì, nell'università fascista, le sue idee continuavano ad essere uguali alle mie: ancora una volta, sono pronto a testimoniarlo. In quei giorni tremendi, anche a lui sarebbe potuto capitare ciò che molti di noi hanno rischiato e alcuni hanno dovuto affrontare».
Lo stesso Bobbio intervenne sulla prima pagina de La Stampa del 14 novembre 1999 per replicare ai commenti sulla sua intervista. Riferendosi a un passo dell'articolo di Buttafuoco in cui quest'ultimo aveva affermato che «[n]on è mai troppo tardi per chiudere gli ultimi fuochi del dopoguerra», Bobbio scrive: «non avevo nessuna intenzione, raccontando le mie vicende di allora e nel dare un giudizio sul fascismo e su altri eventi scabrosi, di "chiudere gli ultimi fuochi del dopoguerra". Da parte mia, li ho già chiusi da un pezzo. Non so quante volte ho scritto che occorreva andare al di là dell'antifascismo e dell'anticomunismo. Pervicace e petulante è, semmai, ancora soltanto quest'ultimo».